# Leszek Głowiński

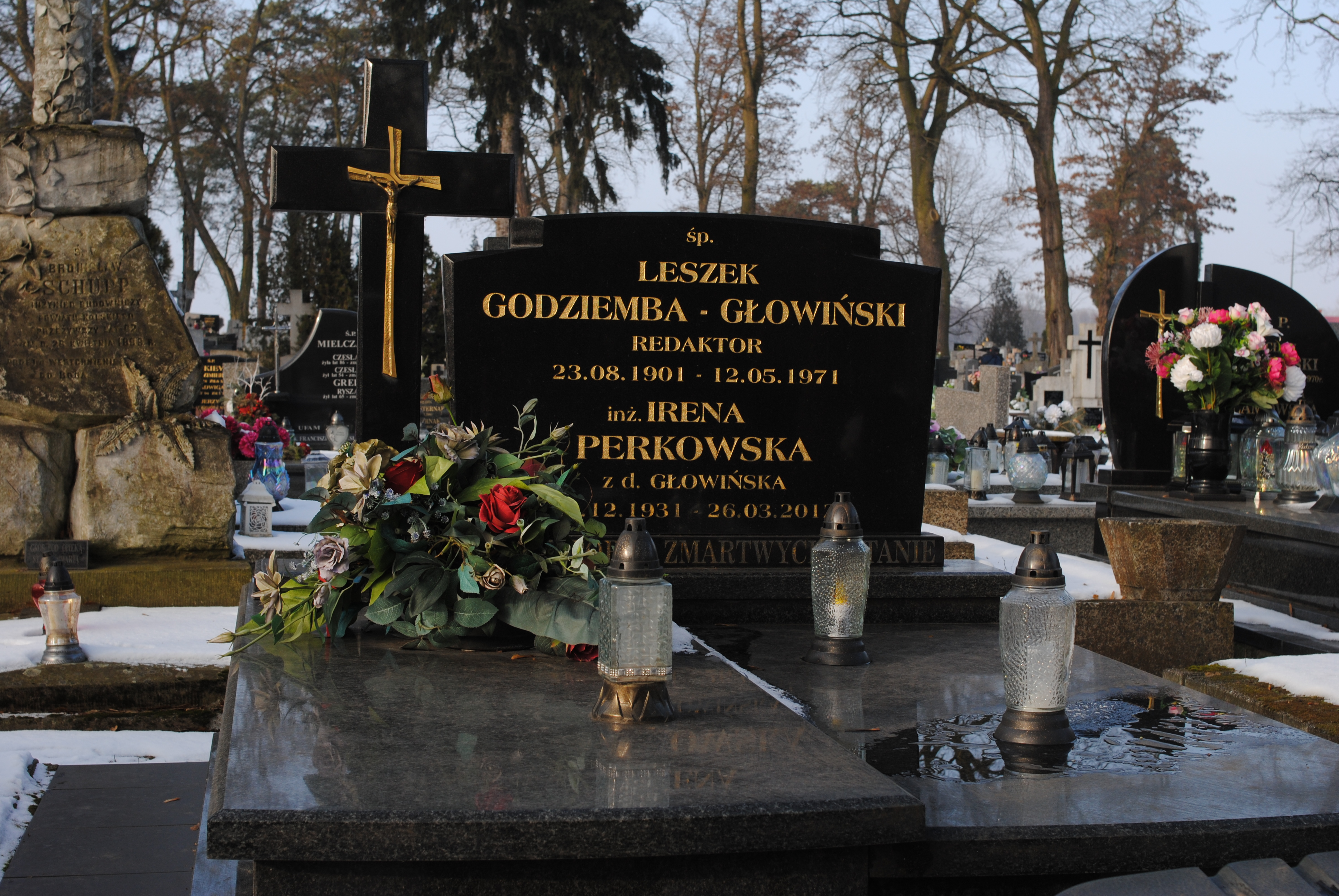
Grób Leszka Głowińskiego na cmentarzu rzymskokatolickim w Kole

Leszek Gabriel Głowiński, znany także jako Leszek Godziemba-Głowiński (ur. 23 sierpnia 1901 w Widzewie, zm. 1971 w Kole) – polski dziennikarz i przedsiębiorca, pierwszy wydawca utworów Stanisławy Fleszarowej-Muskat.

## Życiorys
Urodził się w Widzewie, był synem Józefa Głowińskiego (zm. 1911) – absolwenta Instytutu Muzycznego w Warszawie, dyrygenta Kaliskiego Towarzystwa Muzycznego, założyciela Kolskiego Towarzystwa Muzycznego oraz nauczyciela i kapelmistrza.
W dzieciństwie przeprowadził się z rodzicami do Kalisza, gdzie w 1911 roku zmarł jego ojciec. Po wybuchu I wojny światowej i bombardowaniu Kalisza rodzina przeniosła się na wieś w okolice Turku, gdzie Leszek Głowiński eksternistycznie ukończył gimnazjum. Podczas wojny polsko-bolszewickiej brał udział w walkach na Froncie Litewsko-Białoruskim. W 1921 roku zamieszkał w Kole, gdzie podjął pracę w Urzędzie Skarbowym. W 1925 roku rozpoczął karierę dziennikarską, zostając sekretarzem redakcji tygodnika „Życie Kolskie”, a następnie „Expressu Kolskiego”. W latach 1926–1930 był redaktorem gazety „ABC Kolskie”.
W 1930 roku ożenił się z Marią Krüger. W 1932 roku zakupił drukarnię, mieszczącą się w budynku przy ul. Sienkiewicza 16 w Kole i rozpoczął wydawać własne czasopismo – tygodnik „Gazeta Kolska”. W „Gazecie Kolskiej” ukazywały się pierwsze utwory autorstwa Stanisławy Krzyckiej, a w drukarni Głowińskiego drukowano publikacje m.in. Ignacego Ziębowicza oraz Mikołaja Kozakiewicza.
Jesienią 1939 roku Głowiński opuścił Koło i przeniósł się do Warszawy, gdzie podjął pracę w zakładach graficznych. Po upadku powstania warszawskiego trafił do obozu w Pruszkowie, z którego zbiegł i następnie przez kilka miesięcy ukrywał się w Łowiczu. 
W styczniu 1945 roku powrócił do Koła i do prowadzenia drukarni. Od sierpnia 1945 roku był korespondentem i współpracownikiem Głosu Wielkopolskiego. W 1950 roku drukarnia Głowińskiego została znacjonalizowana. Przejęcie drukarni przez państwo zmusiło Głowińskiego do przerwania studiów na Uniwersytecie Poznańskim i podjęcia pracy w Kolskich Zakładach Przemysłu Terenowego Materiałów Budowlanych, a następnie w Spółdzielni „Samopomoc Chłopska”. W 1968 roku przeszedł na emeryturę.
Zmarł w 1971 roku i został pochowany na cmentarzu rzymskokatolickim w Kole.

## Odznaczenia
W okresie międzywojennym został odznaczony Brązowym Krzyżem Zasługi i Medalem Pamiątkowym za Wojnę 1918–1921.